# Polizeiliche Kriminalstatistik (Österreich)
Die Polizeiliche Kriminalstatistik (PKS) dient seit 2001 der Erfassung und Darstellung der Entwicklung des kriminellen Geschehens in Österreich. Jährlich wird dazu ein Report vom Bundeskriminalamt (BK) erstellt und publiziert. Dieser zeigt der Öffentlichkeit die aktuelle Kriminalitätslage in Österreich, im Vergleich zu den vergangenen zehn Jahren. Darüber hinaus werden auf Basis dieser Zahlen strategische kriminalpolizeiliche Maßnahmen gesetzt. Die PKS dient daher auch der vorbeugenden und der verfolgenden Kriminalitätsbekämpfung und ist Grundlage für organisatorische Planungen und Entscheidungen. So gibt es etwa seit 2014 ein breit angelegtes Maßnahmenpaket zur Bekämpfung des „Dämmerungseinbruchs“, bestehend aus Analyse, Fahndungs- und Ermittlungsarbeit sowie verstärkten Präventionsmaßnahmen.

## Ablauf
Die PKS fungiert als Anzeigenstatistik auf Grundlage des Strafgesetzbuches (StGB) und der strafrechtlichen Nebengesetze. Es werden nur gerichtlich strafbare Handlungen erfasst, welche der Polizei angezeigt und von dieser an das Gericht übermittelt werden. Der Anzeigezeitpunkt muss dabei nicht dem Tatzeitpunkt entsprechen, da die Zeitspanne der Ermittlungsarbeit dazwischen liegen kann. Die Anzeige wird dann in der Datenbank der EDV-Zentrale des BMI registriert, gespeichert und letztlich vom BK zu Tabellen verarbeitet. Einfluss auf die Zahlen der PKS haben daher das Anzeigeverhalten der Bevölkerung, die polizeiliche Kontrollintensität und gesetzliche Änderungen.
Die PKS enthält darüber hinaus auch jene Zahl der mit Strafe bedrohten Versuche, die Anzahl der ermittelten Tatverdächtigen und eine Reihe weiterer Angaben zu Fällen, Opfern oder Tatverdächtigen. Das Dunkelfeld der Kriminalität wird ebenso nicht erfasst wie der Ausgang der Gerichtsverfahren.
Unter dem Sammelbegriff „Big Five“ fasst das BK die fünf Kriminalitätsfelder mit dem größten Einfluss auf das Sicherheitsempfinden der Gesellschaft zusammen. Diese sind Einbrüche in Wohnungen und Wohnhäuser, Diebstahl von Kraftfahrzeugen, bestimmte Gewaltdelikte sowie Internet und Wirtschaftskriminalität.

### Entwicklung seit 2009

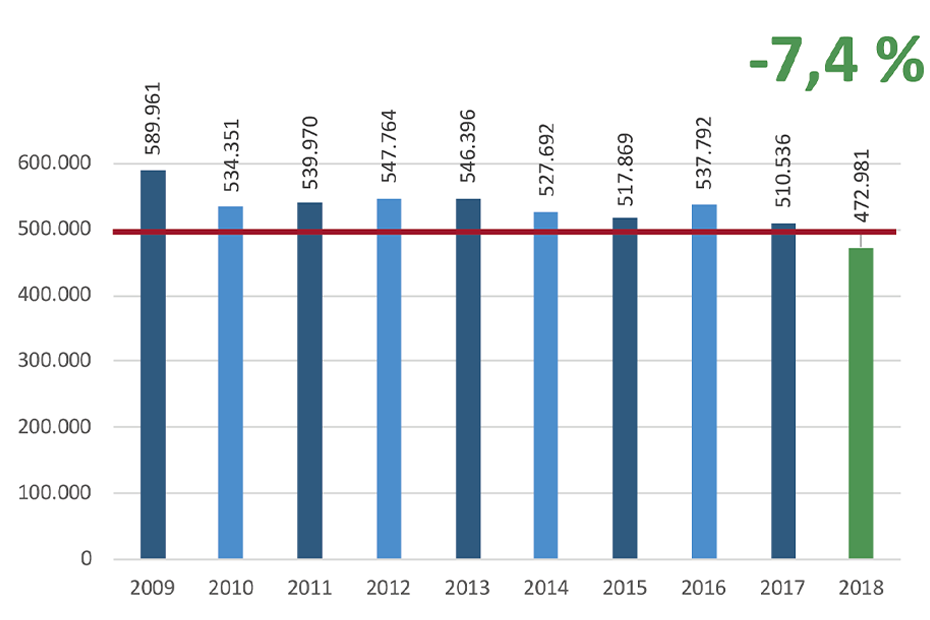
Entwicklung der Gesamtkriminalität in Österreich 2009 bis 2018

„Österreich ist so sicher wie noch nie“, sagt das österreichische Innenministerium in der Polizeilichen Kriminalstatistik (PKS) 2018. 2019 stieg die Zahl der Straftaten zwar um 3,4 %, blieb aber erneut deutlich unter der 500.000er-Marke. Die in der PKS ausgewerteten Daten reichen jedoch nur bis zum Beginn der elektronischen Auswertung im Jahr 2000 zurück. Die Staaten der Westlichen Welt hatten jedoch einen Tiefpunkt der Kriminalitätsraten in den 1950er Jahren, der möglicherweise auch in alten Statistiken Österreichs sichtbar wird. Seit den frühen 1990er Jahre wird in der Westlichen Welt wieder ein Kriminalitätsrückgang verzeichnet. Aber auch in weiteren Regionen der Erde gehen die Kriminalitätsraten zurück, insbesondere in Asien.
Für Vergleiche der allgemeinen Gewaltneigung über lange Zeiträume und große räumliche Distanzen hinweg wird die Rate der Tötungsdelikte als Index verwendet. Österreich kam hierbei im Jahr 2016 auf 0,7 Fälle pro 100.000 Einwohner. Ein Höhepunkt war 1991 mit 1,3 Fällen. Die heutigen 0,7 Fälle liegen unter dem Durchschnitt in Westeuropa, der bei eins liegt. Der Durchschnitt in Gesamt-Europa lag bei 3 Fällen pro 100.000 Einwohner, der globale Durchschnitt bei 6,1. Ostasiatische Staaten liegen durchschnittlich bei 0,6, Singapur bei nur 0,2 Fällen pro 100.000 Einwohner.
Detaillierte, flächendeckende Daten für Österreich werden seit 2001 in der PKS veröffentlicht. 2018 wurden erstmals weniger als 500.000 angezeigte Delikte erfasst. 2019 gab es in Österreich 489.000 Anzeigen, einen der niedrigsten Werte der letzten Jahrzehnte. Die Aufklärungsquote hielt den Rekord von 52,5 %. In wesentlichen Deliktsfeldern wie Einbruchsdiebstählen in Wohnungen und Wohnhäusern, Kfz-Diebstählen sowie Taschen- und Trickdiebstählen, die als Formen der Kriminalität einen wesentlichen Einfluss auf das Sicherheitsgefühl der Menschen haben, ist die Zahl der Anzeigen deutlich rückläufig.
Zudem wird international von einer steigenden Anzeigebereitschaft beziehungsweise einer sich verringernden Dunkelziffer ausgegangen, vor allem bei Gewalt gegen Frauen. Deshalb kann davon ausgegangen werden, dass die Kriminalität insgesamt noch stärker zurückgeht, als aus Polizeistatistiken ersichtlich.